# Округ Мадера (Калифорнија)
Мадера (енгл. Madera County) је округ у америчкој савезној држави Калифорнија.

## Демографија
По попису из 2010. године број становника је 150.865, што је 27.756 (22,5%) становника више него 2000. године.
| Група             | 2000.          | 2010.          |
| Белци             | 57.391 (46,6%) | 57.380 (38,0%) |
| Афроамериканци    | 5.072 (4,1%)   | 5.629 (3,7%)   |
| Азијати           | 1.566 (1,3%)   | 2.802 (1,9%)   |
| Хиспаноамериканци | 54.515 (44,3%) | 80.992 (53,7%) |
| Укупно            | 123.109        | 150.865        |